# Wahono
Wahono (* 25. März 1925 in Tulungagung, Niederländisch-Indien; † 8. November 2004 in Jakarta) war ein indonesischer Generalleutnant, Diplomat und Politiker, der unter anderem zwischen 1969 und 1970 sowie erneut von 1973 bis 1974 Kommandeur des Strategischen Heeres-Reservekommandos (Kostrad), zwischen 1983 und 1988 Gouverneur von Jawa Timur, von 1988 bis 1993 Vorsitzender des Zentralen Verwaltungsrates der Partei funktioneller Gruppen Golkar (Partai Golongan Karya) sowie von 1992 bis 1997 Vorsitzender des Repräsentativrates des Volkes (Dewan Perwakilan Rakyat), des Abgeordnetenhauses der Beratenden Volksversammlung (Majelis Permusyawaratan Rakyat).

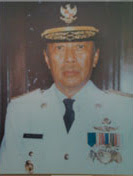
Wahono als Gouverneur von Jawa Timur

## Leben

### Militärische Laufbahn
Wahono, Sohn von R. Soerodidjojo, schloss seine schulische Ausbildung an der Erweiterten Grundschule MULO (Meer Uitgebreid Lager Onderwijs) in Kediri ab. Er trat während der Besetzung Niederländisch-Indiens durch die Kaiserlich Japanische Armee im Zweiten Weltkrieg in die von der japanischen Besatzungsmacht gegründeten Armee der Vaterlandsverteidiger Peta (Pembela Tanah Air) und absolvierte seine militärische Ausbildung 1943 in Bogor. 1945 trat er der Behörde für Volkssicherheit BKR (Badan Keamanan Rakyat) bei. Er nahm am Unabhängigkeitskrieg gegen die Zivilverwaltung in Niederländisch-Indien NICU (Nederlandsch-Indische Civiele Administratie) teil und trat nach der indonesischen Unabhängigkeitserklärung vom 17. August 1945 in die am 5. Oktober 1945 gegründeten Streitkräfte Indonesiens ABRI (Angkatan Bersenjata Republik Indonesia) ein, der heutigen Tentara Nasional Indonesia (TNI).
In den Jahren danach schloss Wahono die High School SMA (Sekolah Menengah Atas) ab und gehörte nach verschiedenen Verwendungen als Offizier im Heer 1962 zu den ersten Absolventen der Stabs- und Kommandoschule des Heeres Seskoad (Sekolah Staf dan Komando Angkatan Darat). Nach anschließenden weiteren Verwendungen als Offizier und Stabsoffizier wurde er stellvertretender Kommandeur einflussreichen Strategischen Heeres-Reservekommandos Kostrad (Komando Cadangan Strategis TNI-Angkatan Darat). Am 11. März 1969 löste er schließlich Generalmajor Kemal Idris als Kommandeur des Kostrad ab und verblieb in dieser Verwendung bis zu seiner Ablösung durch Generalmajor Makmun Murod am 20. Februar 1970. Er war zwischen 1970 und 1972 Kommandeur des Regionalen Militärkommandos VIII Brawijaya und übernahm am 26. Dezember 1971 von Generalmajor Makmun Murod abermals den Posten als Kommandeur des Strategischen Heeres-Reservekommandos Kostrad, das er nunmehr bis zu seiner Ablösung durch Generalmajor Poniman am 18. März 1973 bekleidete. Er selbst war im Anschluss von 1973 bis 1974 erst Kommandeur des Nationalen Strategischen Kommandos KOSTRANAS (Komando Strategis Nasional)
Zuletzt wurde Generalleutnant (Letnan Jenderal) Wahono 1974 als Nachfolger von Generalleutnant Sayidiman Suryohadiprojo zum stellvertretenden Chef des Stabes des Heeres (Wakil Kepala Staf TNI Angkatan Darat) ernannt und bekleidete diese Funktion bis zu seiner erneuten Ablösung durch Generalleutnant Poniman 1977. Während dieser Zeit erwarb er 1976 einen Bachelor im Fach Sozialwissenschaften an der Universität Jayabaya.

### Diplomat und Politiker
Nach seinem Ausscheiden aus dem aktiven Militärdienst wurde Wahono 1977 zunächst Botschafter in Myanmar und war als solcher bis 1981 auch als Botschafter in Nepal akkreditiert. Danach wurde er 1981 Nachfolger von Tahir als Leiter der Generaldirektion für Zoll und Verbrauchsteuern (Direktorat Jenderal Bea dan Cukai) und übte diese Funktion bis 1983 aus, woraufhin ihn Bambang Soejarto ablöste. 1982 wurde er zudem Präsident des indonesischen Schachverbandes PERCASI (Persatuan Catur Seluruh Indonesia).
Am 26. August 1983 wurde er vom Generalrat der Volksvertreter DPRD (Dewan Perwakilan Rakyat Daerah) zum Gouverneur von Jawa Timur gewählt und damit zum Nachfolger von Soenandar Prijosoedarmo. Er bekleidete dieses Amt bis zum 26. August 1988 und wurde dann von Soelarso abgelöst. Während seiner fünfjährigen Amtszeit als Gouverneur führte er viele Entwicklungsprogramme durch, um das Lebenssituation der Menschen in Ost-Java auf den Gebieten Bevölkerungsfragen, Beschäftigung, Selbstversorgung mit Nahrungsmitteln, Entwicklungsinfrastruktur, öffentliche Gesundheit und Bildung und des Wohlstands der Gemeinschaft zu verbessern. Für diese Entwicklungsprogramme wurde die Provinz Jawa Timur 1984 von Staatspräsident Suharto
Nach Beendigung seiner Amtszeit als Gouverneur von Ost-Java fungierte Wahono zwischen 1988 und 1993 als Vorsitzender des Zentralen Verwaltungsrates DPP der Partei funktioneller Gruppen Golkar (Partai Golongan Karya) und als Nachfolger von Kharis Suhud von 1992 bis zu seiner Ablösung durch Harmoko 1997 als Vorsitzender des Repräsentativrates des Volkes (Dewan Perwakilan Rakyat), des Abgeordnetenhauses der Beratenden Volksversammlung (Majelis Permusyawaratan Rakyat).
Aus seiner 1951 mit Mintarsih Syahbandar geschlossenen Ehe gingen vier Söhne und zwei Töchter hervor. Nach seinem Tode wurde er auf dem Kalibata-Heldenfriedhof (Taman Makam Pahlawan Kalibata) in Jakarta beigesetzt.